# Hängfärjan i Middlesbrough

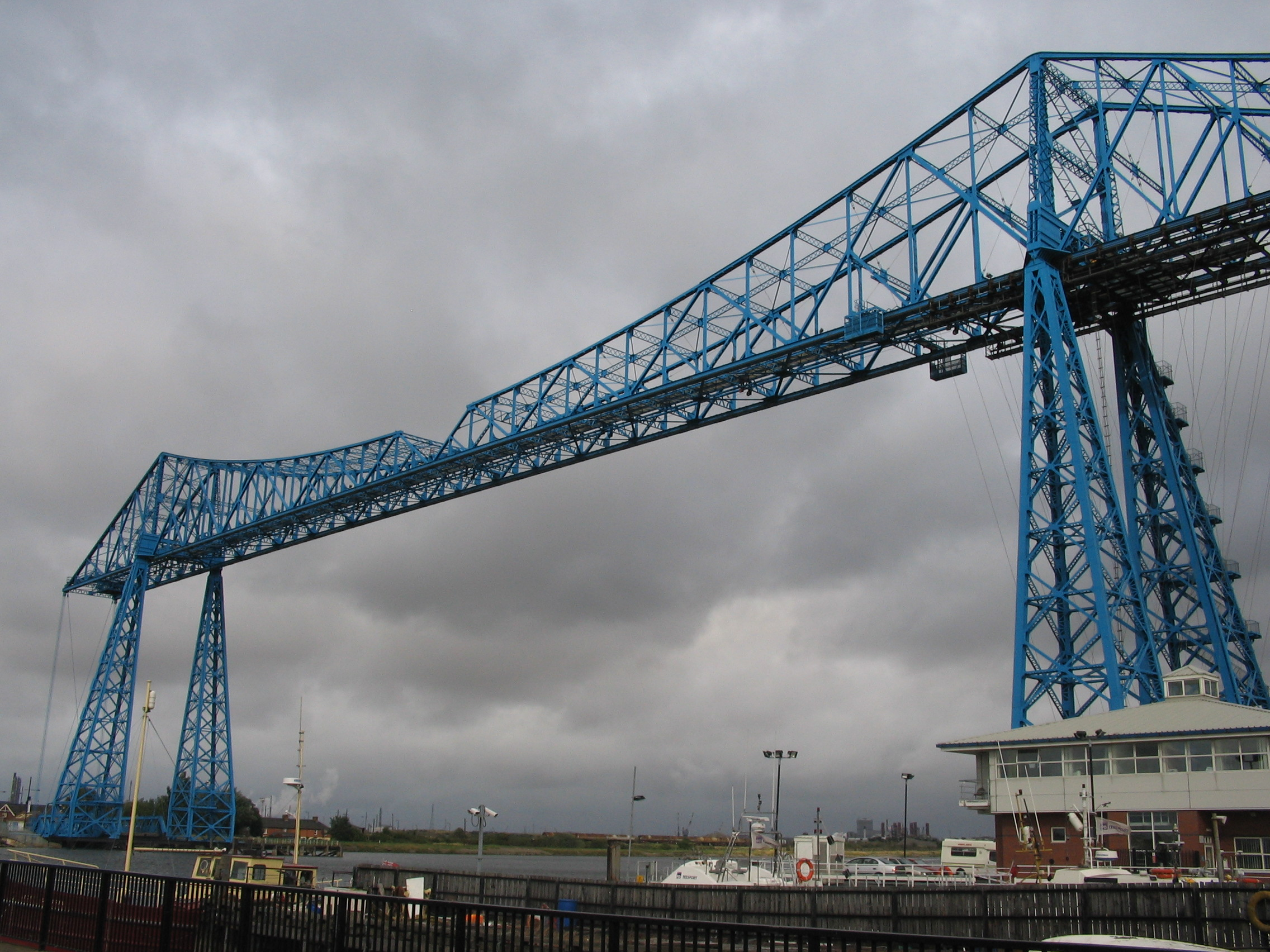
Hängfärjan i Middlesbrough

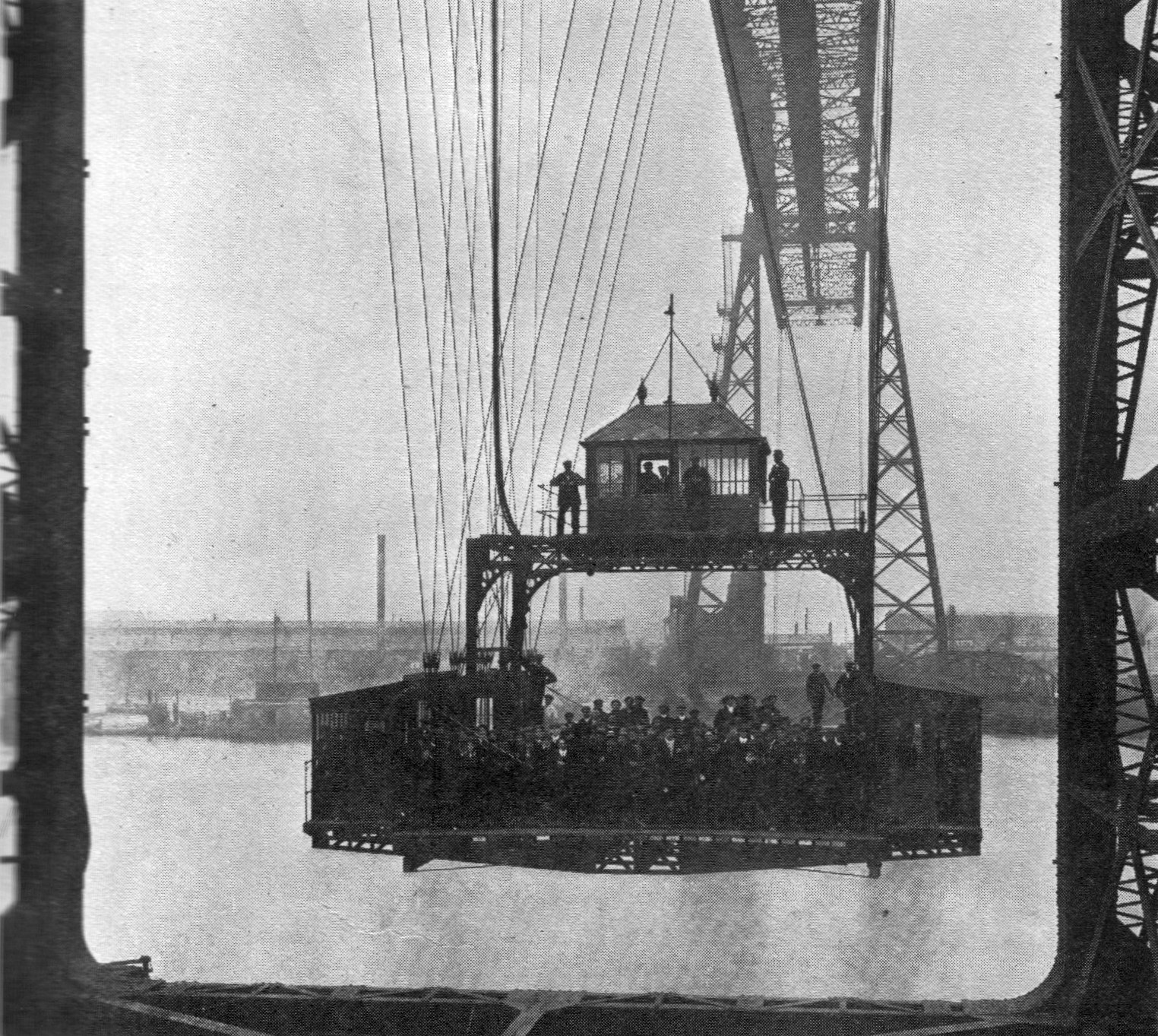
Gondolen, 1931

Hängfärjan i Middlesbrough, officiellt Tees Transporter Bridge, är en hängfärja i Middlesbrough i Storbritannien. Den går en 259 meter lång sträcka över floden Tees.
Hängfärjan i Middlesbrough invigdes i oktober 1911. Den hänger under en för ändamålet uppförd brokonstruktion som är den sista bron över Tees före flodens mynning i Nordsjön och förbinder Middlesbrough på flodens sydsida med Port Clarence på nordsidan. Överfarten tar 90 sekunder. Gondolen kan ta 200 personer och nio personbilar, alternativt sex personbilar och en minibuss. Hängfärjekonstruktionen är 259 meter lång, varav spannet är 180 meter. Balkarna ligger på en höjd av 49 meter. 
Idén om en hängfärja över Tees diskuterades för första gången 1872, då Charles Smith, maskinkonstruktör och direktör för verkstadsföretaget T. Richardson and Sons i närbelägna Hartlepool, presenterade ett förslag till konstruktion för vad han kallade en "bridge ferry". Idén genomfördes inte då, och det kom att dröja till sekelskiftet innan den togs upp igen. Bron byggdes 1910–1911, efter ett beslut i parlamentet 1907, av William Arrol & Co. i Glasgow för att ersätta ångfärjor över floden. Alternativet hängfärja valdes eftersom parlamentet beslöt att den nya överfarten inte fick negativt påverka sjöfarten på floden. 
Hängfärjan ägs av Middlesbrough Council och Stockton-on-Tees Borough Council gemensamt. Middlesbrough Council ansvarar för drift och underhåll. Hängfärjan är sedan 1985 ett byggnadsminne. I december 1993 tilldelades bron utmärkelsen "The Heritage Plaque" av Institution of Mechanical Engineers för ingenjörsmässigt raffinemang.